# 2015년 세종특별자치시 및 화성시 총격 사건
2015년 세종특별자치시 및 화성시 총격 사건은 2015년 2월 25일과 27일 각각 세종특별자치시와 화성시에서 발생한 두 건의 총격 사건이다. 총격을 가할 때마다 무장괴한들은 자살했다.
두 사건 모두 한국이 총기 GPS 모니터링을 즉시 채택하게 만들었다. 한국에서는 총격 사건이 드물다는 것이 분명하기 때문에 국제적인 뉴스에 보도되기도 한다. 총기 규제 조치의 채택과 마찬가지로 관련되지 않은 두 건의 총격 사건이 널리 보도되었다.